# 梶村祐介
梶村 祐介（かじむら ゆうすけ、1995年9月13日 - ）は、ジャパンラグビーリーグワン横浜キヤノンイーグルスに所属するラグビー選手でチームの主将。

## プロフィール
- 兵庫県伊丹市出身[1]。
- ポジションはセンター(CTB)。
- 身長 180 cm、体重 95 kg
- U20日本代表に選ばれた。[2]。
- 日本代表キャップは2。（2022年6月現在）
- 性格は負けず嫌い[3]。

## 来歴
4歳からラグビーを始めた。
2014年、報徳学園高校卒業後、明治大学に入学する。なお報徳学園高校時代、副将を務めたことがある。
2016年、明治大学ラグビー部のBKリーダーに就任した。
2018年、明治大学卒業後、サントリーサンゴリアス(現・東京サントリーサンゴリアス)に加入。同年9月1日に行われたジャパンラグビートップリーグ第1節のトヨタ自動車ヴェルブリッツ戦にて先発出場で公式戦初出場を果たす。また同年11月24日に行われたリポビタンDツアー2018ロシア代表戦にて途中出場で日本代表初キャップを獲得した。
2021年、再結成されたサンウルブズのメンバーに選ばれた。同年7月、横浜キヤノンイーグルスに加入。
2022年、横浜キヤノンイーグルスの主将に就任。